# Kollankoil
Kollankoil é uma panchayat (vila) no distrito de Erode, no estado indiano de Tamil Nadu.

## Demografia
Segundo o censo de 2001,  Kollankoil  tinha uma população de 8754 habitantes. Os indivíduos do sexo masculino constituem 50% da população e os do sexo feminino 50%. Kollankoil tem uma taxa de literacia de 60%, superior à média nacional de 59.5%: a literacia no sexo masculino é de 71% e no sexo feminino é de 49%. Em Kollankoil, 7% da população está abaixo dos 6 anos de idade.